# Spinová síť
Spinová síť je ve fyzice typ diagramu, který může být použit k reprezentaci stavu a interakce mezi částicemi a poli v kvantové mechanice. Z matematického hlediska jsou diagramy stručný způsob jak reprezentovat multilineární funkce a funkce mezi reprezentacemi maticových grup. Schematická notace často zjednodušuje výpočty, protože jednoduché diagramy mohou být použity k reprezentaci složitých funkcí. Za vynálezce spinové sítě je považován Roger Penrose, i když podobné schematické techniky existovaly i před tímto okamžikem.
Formálně je spinová síť graf, jehož hrany jsou spojeny s neredukovatelnými reprezentacemi kompaktní Lieovy grupy a její vrcholy jsou spojeny s propletením hran k nim přiléhajících. Podobné konstrukce mohou být použity pro obecné kalibrační teorie s kompaktními Lieovými grupami.
Spinová síť je pak tvořena jednorozměrnými objekty (hranami grafu) představujícími bosony, jejichž koncové body (vrcholy grafu) představují fermiony, silové interakce mezi fermiony jsou projevem určitých excitovaných stavů bosonů, čas je pak důsledkem variací těchto excitovaných stavů a časoprostor je pak pouhou iluzí.
Spinové sítě byly aplikovány v teorii kvantové gravitace Carlo Rovellim, Lee Smolinem, Jorge Pullinem, Rodolfo Gambinim a dalšími.

## Definice
Spinová síť, tak jak je popsána Rogerem Penrosem je druh diagramu v němž každý lineární segment představuje světočáru jednotky (buď elementární částici nebo složený systém částic). Tři úsečky se připojují ke každému vrcholu. Vrchol může být interpretován jako událost, ve které se buď jeden celek dělí na dvě jednotky nebo se naopak dvě jednotky srazí a spojí do jednoho celku. Diagramy jejichž lineární segmenty jsou spojeny ve vrcholech se nazývají uzavřené spinové sítě. Čas může být považován za ubíhající v jednom směru, například ze spodní části diagramu do horní, ale u uzavřených spinových sítí nemá směr chodu času vliv na výpočty.
Každý lineární segment je označen celým číslem zvaným spinové číslo. Jednotka se spinovým číslem n se nazývá n-jednotka a má moment hybnosti nħ/2, kde ħ je redukovaná Planckova konstanta. Pro bosony, jako fotony a gluony, je n celé číslo. Pro fermiony, jako elektrony a kvarky, je n liché.
Pro každou uzavřenou spinovou síť lze vypočítat nezáporné celé číslo, které se nazývá norma spinové sítě. Normy mohou být použity pro výpočet pravděpodobnosti různých hodnot spinu. Síť, jejích normou je nula, má nulovou pravděpodobnost výskytu. Pravidla pro výpočet normy a pravděpodobnosti jdou nad rámec tohoto článku. Nicméně, implikují, že pro spinové sítě, které mají nenulovou formu musí být splněny dvě podmínky u každého vrcholu. Předpokládejme, že vrchol spojuje tři jednotky se spinovými čísly a, b, a c. Potom jsou tyto podmínky uvedeny jako:
- Trojúhelníková nerovnost: a musí být menší nebo rovno b + c, b menší nebo rovno a + c, a c menší nebo rovno a + b.
- Zachování fermionů: a + b + c musí být sudé číslo.

Například, a = 3, b = 4, c = 6 je nemožné, protože 3 + 4 + 6 = 13 je liché, a a = 3, b = 4, c = 9 je nemožné protože 3 + 4 < 9. Nicméně, a = 3, b = 4, c = 5 je možné protože 3 + 4 + 5 = 12 je sudé a je splněna i trojúhelníková nerovnost. Někdy se používá poločíselné značení, s podmínkou že a + b + c musí být celé číslo.

## Spinová síť ve smyčkové kvantové gravitaci
Ve smyčkové kvantové gravitaci představuje spinová síť kvantový stav gravitačního pole tří dimenzionálního hyperpovrchu. Množina všech možných spinových sítí (přesněji s-uzlů, což je ekvivalence tříd spinových sítí pod difeomorfizmem je počitatelná, to představuje základ Hilbertova prostoru smyčkové kvantové gravitace.